# Europäische Konservative und Demokratische Allianz
Die Fraktion der Europäischen Konservativen und Demokratische Allianz (European Conservatives Group and Democratic Alliance, EC/DA) ist eine Fraktion in der Parlamentarischen Versammlung des Europarates an. Ihr gehören Abgeordnete rechtskonservativer, rechtspopulistischer und rechtsextremer Parteien an. Insbesondere gehören ihr Mitglieder der europäischen Parteien Europäische Konservative und Reformer (EKR) und Patriots.eu (PEU) an.

## Geschichte
1970 bildete sich in der Parlamentarischen Versammlung des Europarats (PACE) die Gruppe der unabhängigen Repräsentanten (Group of Independent Representatives) aus britischen und schwedischen Mitgliedern des PACE. Diese benannte sich 1980 in Gruppe der Europäischen Demokraten (European Democrat Group, EDG) um, in Anlehnung an die Fraktion Europäische Demokraten im Europäische Parlament. 
Im April 2010 gehörten der Gruppe der Europäischen Demokraten 96 der insgesamt 636 Mitglieder der Parlamentarischen Versammlung an, die aus insgesamt 22 Mitgliedstaaten des Europarats stammen. Fraktionsvorsitzender war der Brite David Wilshire (Conservative Party), stärkste nationale Partei die russische Regierungspartei Einiges Russland. 2014 benannte sie sich in Gruppe der Europäischen Konservativen (European Conservatives Group) um, deren wichtigste Mitglieder in der Partei Europäische Konservative und Reformer sind. 
Seit 2020 lautet der Name Gruppe der Europäischen Konservativen und Demokratische Allianz (European Conservatives Group and Democratic Alliance), nachdem sich die Mitglieder der Identität und Demokratie Partei angeschlossen haben. Nachdem ein solches Bündnis aller rechts-konservativen Parteien schon seit Jahren auch im Europäischen Parlament angestrebt wurde, gilt dies als erster Versuch dafür.

## Mitglieder
| Land                    | Partei                                        | Abgeordnete |
| ----------------------- | --------------------------------------------- | ----------- |
| Armenien                | Republikanische Partei Armeniens              | 1           |
| Aserbaidschan           | Neues Aserbaidschan                           | 3           |
| Aserbaidschan           | parteilos                                     | 1           |
| Bosnien und Herzegowina | Bosanskohercegovačka Patriotska Stranka       | 1           |
| Dänemark                | Dansk Folkeparti                              | 2           |
| Estland                 | Rahvaliit                                     | 1           |
| Frankreich              | Nouveau Centre                                | 1           |
| Georgien                | Georgische Bürgerunion                        | 1           |
| Griechenland            | Laikos Orthodoxos Synagermos                  | 1           |
| Italien                 | Lega Nord                                     | 4           |
| Italien                 | Popolo della Libertà                          | 3           |
| Lettland                | Tēvzemei un Brīvībai/LNNK                     | 1           |
| Litauen                 | Tvarka ir teisingumas                         | 1           |
| Monaco                  | Rassemblement et Enjeux pour Monaco           | 1           |
| Norwegen                | Fremskrittspartiet                            | 2           |
| Polen                   | Prawo i Sprawiedliwość                        | 7           |
| Portugal                | Centro Democrático e Social – Partido Popular | 1           |
| Russland                | Liberal-Demokratische Partei Russlands        | 3           |
| Russland                | Einiges Russland                              | 23          |
| Russland                | parteilos                                     | 2           |
| Slowakei                | Slovenská národná strana                      | 2           |
| Slowenien               | Slowenische Nationale Partei                  | 1           |
| Tschechien              | Občanská demokratická strana                  | 6           |
| Türkei                  | Adalet ve Kalkınma Partisi                    | 8           |
| Türkei                  | Milliyetçi Hareket Partisi                    | 4           |
| Ukraine                 | Partei der Regionen                           | 3           |
| Vereinigtes Königreich  | Conservative Party                            | 11          |
| Vereinigtes Königreich  | Democratic Unionist Party                     | 1           |

Die Mitgliedsparteien waren im März 2020 im Einzelnen:
| Land                   | Parteiname                                                     | Mitglieder | Weitere Verbindungen | Weitere Verbindungen | Weitere Verbindungen |
| Land                   | Parteiname                                                     | Mitglieder | Europapartei         | EU-Parlament         | International        |
| ---------------------- | -------------------------------------------------------------- | ---------- | -------------------- | -------------------- | -------------------- |
| Armenien               | Blühendes Armenien                                             | 2          | ECR                  | k. A.                | keine                |
| Aserbaidschan          | Partei Neues Aserbaidschan                                     | 4          | keine                | k. A.                | keine                |
| Belgien                | Vlaams Belang                                                  | 2          | ID                   | ID                   | keine                |
| Bulgarien              | Vereinigte Patrioten                                           | 2          | ECR                  | ECR                  | keine                |
| Dänemark               | Dänische Volkspartei                                           | 1          | keine                | ID                   | keine                |
| Deutschland            | Alternative für Deutschland                                    | 4          | ID                   | ID                   | keine                |
| Estland                | Estnische Konservative Volkspartei                             | 1          | ID                   | ID                   | keine                |
| Finnland               | Wahre Finnen                                                   | 2          | keine                | ID                   | keine                |
| Georgien               | Allianz der Patrioten Georgiens                                | 1          | keine                | k. A.                | keine                |
| Griechenland           | Griechische Lösung                                             | 1          | keine                | ECR                  | keine                |
| Italien                | Brüder Italiens                                                | 2          | ECR                  | ECR                  | keine                |
| Italien                | Lega                                                           | 8          | ID                   | ID                   | keine                |
| Litauen                | Wahlaktion der Polen in Litauen – Christliche Familien Allianz | 1          | ECR                  | ECR                  | keine                |
| Litauen                | Bund der Bauern und Grünen Litauens                            | 1          | keine                | Greens-EFA           | keine                |
| Österreich             | Freiheitliche Partei Österreichs                               | 2          | ID                   | ID                   | keine                |
| Norwegen               | Fortschrittspartei                                             | 2          | keine                | k. A.                | keine                |
| Polen                  | Recht und Gerechtigkeit                                        | 12         | ECR                  | ECR                  | keine                |
| Serbien                | Es reicht                                                      | 1          | ECR                  | k. A.                | keine                |
| Slowakei               | Freiheit und Solidarität                                       | 1          | ECR                  | ECR                  | keine                |
| Slowakei               | Slovenská národná strana                                       | 1          | keine                | keine MEPs           | keine                |
| Slowakei               | Gewöhnliche Leute und unabhängige Personen                     | 2          | keine                | EPP                  | keine                |
| Spanien                | Vox                                                            | 1          | ECR                  | ECR                  | keine                |
| Schweden               | Schwedendemokraten                                             | 2          | ECR                  | ECR                  | keine                |
| Tschechien             | Demokratische Bürgerpartei                                     | 2          | ECR                  | ECR                  | IDU                  |
| Tschechien             | Freiheit und direkte Demokratie                                | 1          | ID                   | ID                   | keine                |
| Ukraine                | Diener des Volkes                                              | 3          | keine                | k. A.                | keine                |
| Ukraine                | Europäische Solidarität                                        | 1          | keine                | k. A.                | keine                |
| Vereinigtes Königreich | Konservative Partei                                            | 12         | ECR                  | ECR                  | IDU                  |
| Vereinigtes Königreich | Demokratische Unionistische Party                              | 1          | keine                | NI                   | keine                |